# シグナス (宇宙船)
シグナス（英語: Cygnus）は、アメリカ航空宇宙局 (NASA) の商業軌道輸送サービス (COTS) の契約に則り、オービタル・サイエンシズ社（OSC、後のノースロップ・グラマン・イノベーション・システムズ）の開発した国際宇宙ステーションへの物資補給を目的とした無人宇宙補給機である。

## 概要

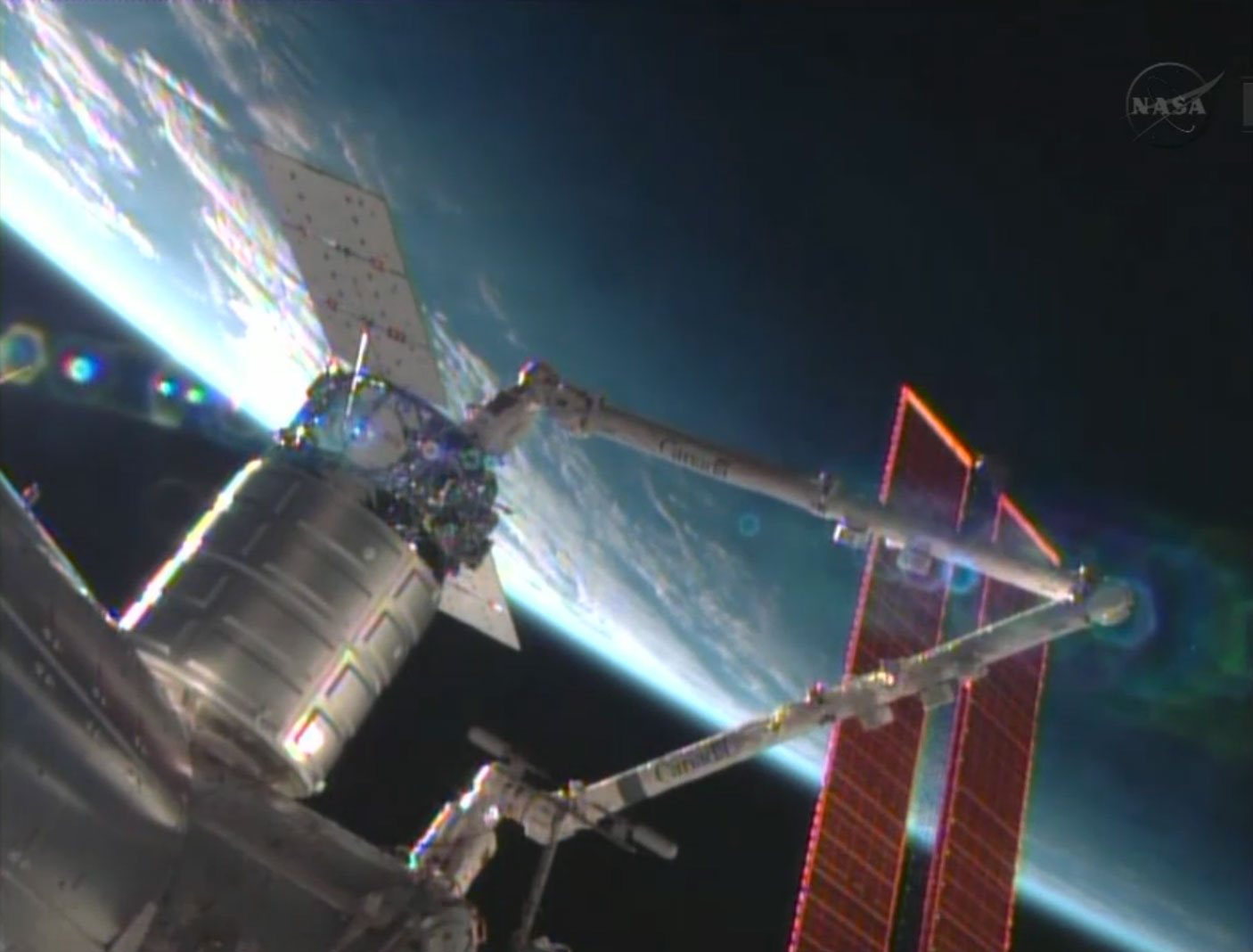
ISSとドッキングするシグナス

COTSの第1候補としてK-1を開発していたロケットプレーン・キスラーが資金計画が不透明な中で2007年に資金調達に失敗し、それが原因でCOTS契約が終了されたことを受け、2008年にCOTSの第2次選考を行いスペースXのドラゴンとともにシグナスが新たに契約された。
標準型2段式アンタレスによって打ち上げられるシグナスは、宇宙ステーション補給機 (HTV) と同様にグローバル・ポジショニング・システム (GPS) やTDRSを用い、ISSに自動でランデブーした後、カナダアーム2によってハーモニー（ノード2）の共通結合機構 (CBM) に結合する。
2013年4月にアンタレスロケットが初打ち上げに成功、次いで同年9月にシグナス1号機の打ち上げが行われ、ISSへの初結合に成功した。
2022年6月27日、シグナスを利用してISSの軌道を上昇させ、高度制御にも利用可能であることを実証した。

## 構成・諸元

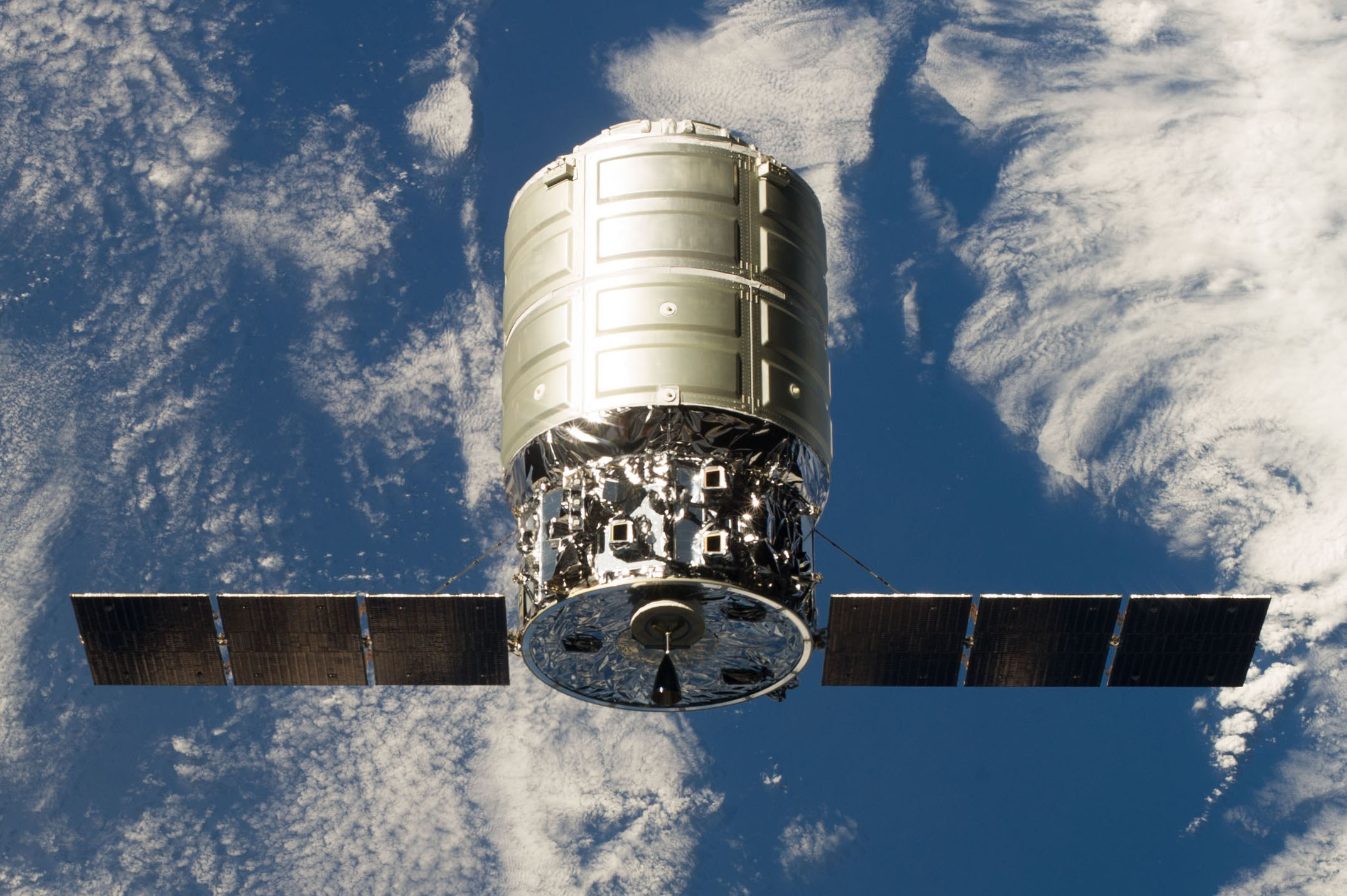
シグナス標準型

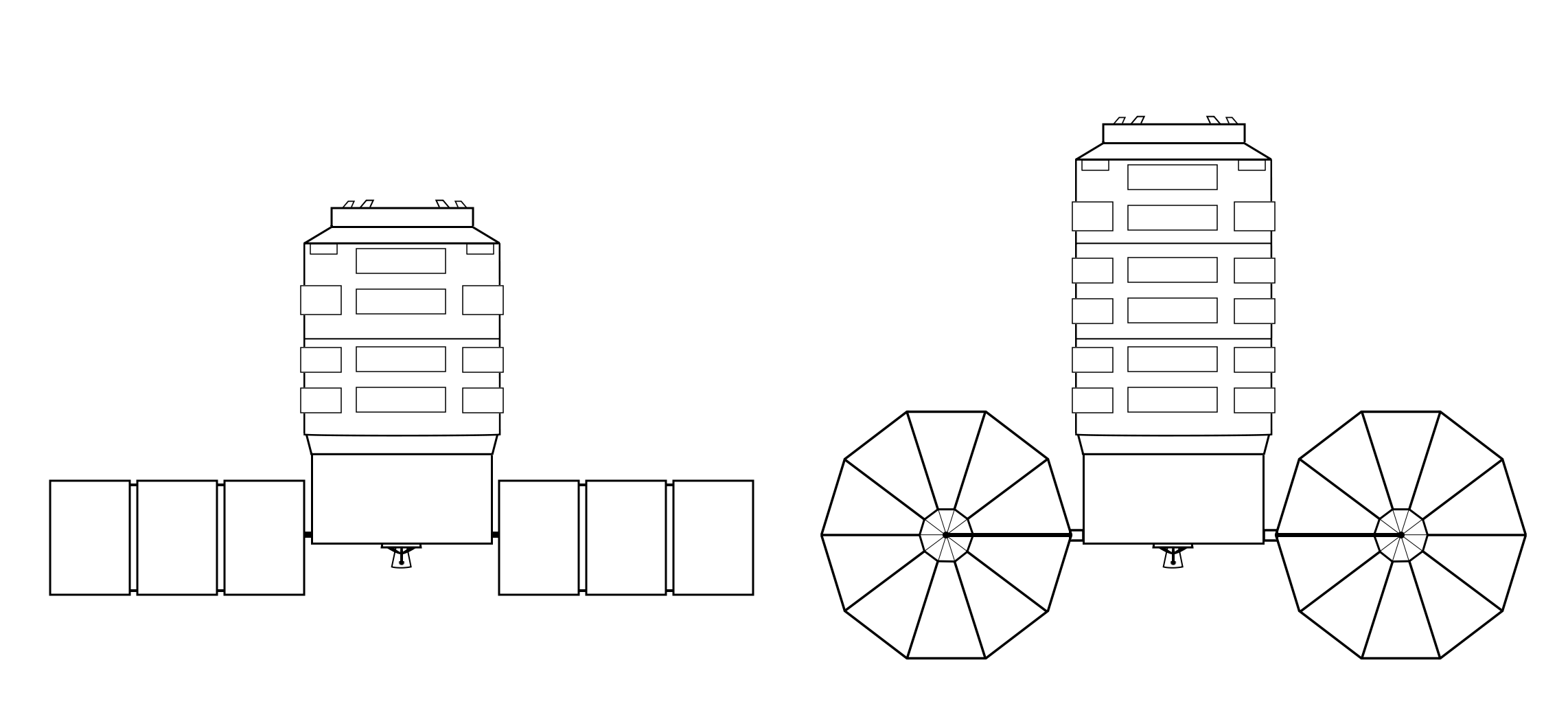
シグナスの標準型と拡張型

シグナスは既存の技術を最大限活用し再構築することでリスクを抑え、低コストで信頼性の高いシステムを実現する。サービスモジュール (SM) と与圧貨物モジュールの2つの部分で構成される。

### サービスモジュール (SM)
SMはOSCの静止衛星用の衛星バスシステムSTARバスの推進系や電源系、STARバスを改修して用いた小惑星探査機ドーンのアビオニクスを流用して開発。
主要諸元
- 寸法 : 直径 3.1 m × 1.3 m
- 全備質量 : 1.8 t
- 電源 : 固定型GaAsトリプルジャンクション太陽電池パドル
  - 実用4号機 (CRS 4) からはATK社が開発した円形のUltraFlex太陽電池パネルに切り替え[9][10]
- 発生電力 : 3.5 kW（初期型）
- メインエンジン : IHI社のBT-4エンジン(推力445N)
- 推進剤 : MON-3 / N2H4
- スラスタ：Aerojet Rocketdyne社のMR-106Mヒドラジンスラスタ 32基[11]
- バッテリ：GSユアサ社のLSE190リチウムイオン電池を採用[12]

近傍接近システム（ISS等とのランデブードッキング時、姿勢制御や動作状態のデータをやり取りして誘導する通信機器）には日本のHTVに使われた三菱電機製のPROXシステムが採用されている。

### 与圧貨物モジュール (PCM)
PCMは与圧物資補給用の貨物モジュールである。NASAが従来スペースシャトルでISSへの与圧物資補給に使用してきた多目的補給モジュール (MPLM) の技術を用い、タレス・アレーニア・スペースによって開発・製造が行われている。なお、結合機構には、日本の宇宙ステーション補給機 (HTV) やスペースX社のドラゴン宇宙船と同様にISS標準の共通結合機構を使用しているが、シグナスでは大きな貨物は運搬しないため、ハッチはやや小さなサイズのものを使用している点が特徴である。
主要諸元
- 寸法 : 直径 3.1 m × 3.8 m
- 全備質量 : 3,500 kg
- ペイロード : 2,000 kg / 実用4号機からは2,700kgに能力拡張

## 打ち上げ実績・予定
| #  | ミッション名                              | 徽章 | 搭載物                                        | 宇宙船         | 打ち上げ日時                | 打ち上げ機           | 搭載重量             | 結果 | 備考                 |
| 0  | シグナス重量シミュレーター                | | シグナス ペイロードシミュレーター             | N.A.           | 2013年4月21日 21:00:00 UTC  | アンタレス110        |                      | 成功 | ·                    |
| 0  | シグナス重量シミュレーター                | アンタレスの初打ち上げで、アンタレスの性能とペイロードを正確な目標軌道に乗せる能力が実証された。 |                                               |                |                             |                      |                      |      |                      |
| 1  | Orb-D1 「G.デヴィッド・ロウ」             | | シグナス1 オービタル・サイエンス COTS実証飛行 | 標準型         | 2013年9月18日 14:58:00 UTC  | アンタレス110        | 700 kg (1,500 lb)    | 成功 | ·                    |
| 1  | Orb-D1 「G.デヴィッド・ロウ」             | シグナスの初打上げならびにISSに初の結合を行った。結合は当初9月22日の予定であったが誘導システムの不具合により延期となり、9月29日に初結合に成功した。10月22日にISSから分離し、10月24日に再突入。 |                                               |                |                             |                      |                      |      |                      |
| 2  | Orb-1 「C.ゴードン・フラートン」          | | オービタル1                                   | 標準型         | 2014年1月9日 18:07:05 UTC   | アンタレス120        | 1,260 kg (2,780 lb)  | 成功 | ·                    |
| 2  | Orb-1 「C.ゴードン・フラートン」          | シグナス初のISSへの商業補給サービス (CRS)、33機のCubeSatも運搬。 |                                               |                |                             |                      |                      |      |                      |
| 3  | Orb-2 「ジャニス・E・ヴォス               | | オービタル・サイエンス CRSフライト2           | 標準型         | 2014年7月13日 16:52:14 UTC  | アンタレス120        | 1,664 kg (3,668 lb)  | 成功 | ·                    |
| 3  | Orb-2 「ジャニス・E・ヴォス               | シグナスでの2回目の商業補給サービス（CRS））ミッション。32機のCubeSatも運搬。8月15日にISSから分離、17日に再突入。 |                                               |                |                             |                      |                      |      |                      |
| 4  | Orb-3 「ディーク・スレイトン」            | | オービタル・サイエンス CRSフライト3           | 標準型Standard | 2014年10月28日 22:22:38 UTC | アンタレス130        | 2,290 kg (5,050 lb)  | 失敗 | ·                    |
| 4  | Orb-3 「ディーク・スレイトン」            | 初めてのキャスター30XL第２弾ロケットを用いた打ち上げだったが、打ち上げ安全ゾーンにボートが入ったため遅延した。2度目の打ち上げの試みは致命的な異常が発生して打ち上げ直後にロケット本体が爆発した。搭載貨物にISSクルーの食料やケアパッケージ、実験機材および29機のCubeSat、千葉工大の流星観測カメラ「メテオ」などが含まれていた。 |                                               |                |                             |                      |                      |      |                      |
| 5  | OA-4 「ディーク・スレイトンII」           | | オービタルATK CRSフライト4                    | 拡張型         | 2015年12月6日 21:44:57 UTC  | アトラスV 401        | 3,349 kg (7,383 lb)  | 成功 | ·                    |
| 5  | OA-4 「ディーク・スレイトンII」           | シグナス拡張型の初打ち上げ。アンタレスロケットの打ち上げ失敗に伴い、新しい1段エンジンと交換した改良型のアンタレスロケットが開発されるまでのつなぎとして暫定的にアトラス Vロケットで打ち上げられた。 |                                               |                |                             |                      |                      |      |                      |
| 6  | OA-6 「リック・ハズバンド」               | | オービタルATK CRSフライト6                    | 拡張型         | 2016年3月23日 03:05:52 UTC  | アトラスV 401        | 3,513 kg (7,745 lb)  | 成功 | ·                    |
| 6  | OA-6 「リック・ハズバンド」               | アトラス Vロケットでの二度目の打ち上げ。ISSからの分離後、微小重力環境における可燃物の挙動および火炎伝播を観察するNASAのSaffire-1実験を実施した。 |                                               |                |                             |                      |                      |      |                      |
| 7  | OA-5 「アラン・ポインデクスター」         | | オービタルATK CRSフライト5                    | 拡張型         | 2016年10月17日 23:45:36 UTC | アンタレス230        | 4,900 kg (10,800 lb) | 成功 | ·                    |
| 7  | OA-5 「アラン・ポインデクスター」         | 改良型アンタレスロケット (Antares 230) での初打ち上げ。ISS離脱後の2016年11月25日に高度500kmまで軌道を上げ、Spire Global社のCubeSat Lemur-2を放出した。 |                                               |                |                             |                      |                      |      |                      |
| 8  | OA-7 「ジョン・グレン」                   | | オービタルATK CRSフライト7                    | 拡張型         | 2017年4月18日 15:11:26 UTC  | アトラスV 401        | 3,376 kg (7,443 lb)  | 成功 | ·                    |
| 8  | OA-7 「ジョン・グレン」                   | アトラス Vでの打ち上げ。 |                                               |                |                             |                      |                      |      |                      |
| 9  | OA-8E 「ジーン・サーナン」                | | オービタルATK CRSフライト8                    | 拡張型         | 2017年11月12日 12:19:51 UTC | アンタレス230        | 3,338 kg (7,359 lb)  | 成功 | ·                    |
| 9  | OA-8E 「ジーン・サーナン」                | 2017年11月11日、一般航空機がハザードゾーンに入り、呼びかけに応じなかったため、打ち上げ直前に打ち上げが中止された。 |                                               |                |                             |                      |                      |      |                      |
| 10 | OA-9E 「J.R.トンプソン」                  | | Orbital ATK CRS Flight 9                      | 拡張型         | 2018年5月21日 08:44:06 UTC  | アンタレス230        | 3,350 kg (7,390 lb)  | 成功 | [ 43 ] [ 44 ]        |
| 10 | OA-9E 「J.R.トンプソン」                  | 2018年7月10日20:25UTCに 、シグナスのメインエンジンが約50秒間燃焼されたことで、初めての商業宇宙船によるISSの再ブーストが行われた。単なる再ブーストテストではあったが、NASAによると、約295 ft (90 m)高度を上げたということである。                                                                                                |                                               |                |                             |                      |                      |      |                      |
| 11 | NG-10 「ジョン・ヤング」                  | | ノースロップ・グラマン CRSフライト10          | 拡張型         | 2018年11月17日 09:01:31 UTC | アンタレス230        | 3,350 kg (7,390 lb)  | 成功 | ·                    |
| 11 | NG-10 「ジョン・ヤング」                  | ノースロップ・グラマンによるオービタルATK買収後の初打ち上げ。 |                                               |                |                             |                      |                      |      |                      |
| 12 | NG-11 「ロジャー・チャフィー」            | | ノースロップ・グラマン CRSフライト11          | 拡張型         | 2019年4月17日 20:46:07 UTC  | アンタレス230        | 3,436 kg (7,575 lb)  | 成功 | [ 48 ]               |
| 12 | NG-11 「ロジャー・チャフィー」            | |                                               |                |                             |                      |                      |      |                      |
| 13 | NG-12 「アラン・ビーン」                  | | ノースロップ・グラマン CRSフライト12          | 拡張型         | 2019年11月2日 13:59:47 UTC  | アンタレス230+       | 3,729 kg (8,221 lb)  | 成功 |                      |
| 13 | NG-12 「アラン・ビーン」                  | 改良型アンタレスロケット (Antares 230+) での初打ち上げ。 |                                               |                |                             |                      |                      |      |                      |
| 14 | NG-13 「ロバート・H・ローレンス           | | ノースロップ・グラマン CRSフライト13          | 拡張型         | 2020年2月15日 20:21:01 UTC  | アンタレス230+       | 3,633 kg (8,009 lb)  | 成功 | [ 49 ]               |
| 14 | NG-13 「ロバート・H・ローレンス           | 9 2020年2月、地上支援の問題で打ち上げが中止された。 |                                               |                |                             |                      |                      |      |                      |
| 15 | NG-14 「カルパナ・チャウラ」              | | ノースロップ・グラマン CRSフライト14          | 拡張型         | 2020年10月3日 01:16:14 UTC  | アンタレス230+       | 7,624 lb (3,458 kg)  | 成功 | [ 51 ]               |
| 15 | NG-14 「カルパナ・チャウラ」              | 2020年10月1日、ボートが危険領域に入ったため11:00に打ち上げ延期 2020年10月1日、地上支援の問題で打ち上げが中止された |                                               |                |                             |                      |                      |      |                      |
| 16 | NG-15 「キャサリン・ジョンソン」          | | ノースロップ・グラマン CRSフライト15          | 拡張型         | 2021年2月20日 17:36:50 UTC  | アンタレス230+       | 8,400 lb (3,800 kg)  | 成功 |                      |
| 16 | NG-15 「キャサリン・ジョンソン」          | |                                               |                |                             |                      |                      |      |                      |
| 17 | NG-16 「エリソン・オニヅカ」              | | ノースロップ・グラマン CRSフライト16          | 拡張型         | 2021年8月10日 22:01:05 UTC  | アンタレス230+       | 8,208 lb (3,723 kg)  | 成功 | [ 54 ]               |
| 17 | NG-16 「エリソン・オニヅカ」              | |                                               |                |                             |                      |                      |      |                      |
| 18 | NG-17 「ピアーズ・セラーズ」              | | ノースロップ・グラマン CRSフライト17          | 拡張型         | 2022年2月19日 17:40:03 UTC  | アンタレス230+       | 8,049 lb (3,651 kg)  | 成功 |                      |
| 18 | NG-17 「ピアーズ・セラーズ」              | 2022年6月20日に数秒で中断されたのちに、2022年6月25日に商用宇宙船による初めてのISSの実運用限定再ブーストを実施した |                                               |                |                             |                      |                      |      |                      |
| 19 | NG-18 「サリー・ライド」                  | | ノースロップ・グラマン CRSフライト18          | 拡張型         | 2022年11月7日 10:32:42 UTC  | アンタレス230+       | 8,173 lb (3,707 kg)  | 成功 | [ 57 ] [ 58 ] [ 59 ] |
| 19 | NG-18 「サリー・ライド」                  | 2022年11月6日、ミッションコントロールでの火災警報により延期された |                                               |                |                             |                      |                      |      |                      |
| 20 | NG-19 「ローレル・クラーク」              | | ノースロップ・グラマン CRSフライト19          | 拡張型         | 2023年8月2日 00:31:14 UTC   | アンタレス230+       | 8,345 lb (3,785 kg)  | 成功 | [ 61 ]               |
| 20 | NG-19 「ローレル・クラーク」              | |                                               |                |                             |                      |                      |      |                      |
| 21 | NG-20 Patricia “Patty” Hilliard Robertson | | ノースロップ・グラマン CRSフライト20          | 拡張型         | 2024年1月30日 17:07:15 UTC  | ファルコン9ブロック5 | 3,726 kg             | 成功 |                      |
| 21 | NG-20 Patricia “Patty” Hilliard Robertson | ファルコン9ブロック5による初打ち上げ |                                               |                |                             |                      |                      |      |                      |
| 22 | NG-21 TBA                                 | | ノースロップ・グラマン CRSフライト21          | 拡張型         | 2024年8月3日 15:29 UTC      | ファルコン9ブロック5 | TBA                  | TBA  | [ 63 ]               |
| 22 | NG-21 TBA                                 | |                                               |                |                             |                      |                      |      |                      |
| 23 | NG-22 TBA                                 | TBA | ノースロップ・グラマン CRSフライト22          | 拡張型         | 2025年2月                   | ファルコン9ブロック5 | TBA                  | TBA  |                      |
| 23 | NG-22 TBA                                 | TBA |                                               |                |                             |                      |                      |      |                      |
| 24 | NG-23 TBA                                 | TBA | ノースロップ・グラマン CRSフライト23          | ミッションB    | 2025年6月                   | アンタレス330        | TBA                  | TBA  | [ 64 ] [ 65 ]        |
| 24 | NG-23 TBA                                 | TBA | アンタレス330の初飛行                         |                |                             |                      |                      |      |                      |
| 25 | NG-24 TBA                                 | TBA | ノースロップ・グラマン CRSフライト24          | ミッションB    | 2026年                      | アンタレス330        | TBA                  | TBA  |                      |
| 25 | NG-24 TBA                                 | TBA |                                               |                |                             |                      |                      |      |                      |
| 26 | NG-25 TBA                                 | TBA | ノースロップ・グラマン CRSフライト25          | 拡張型         | 2026年                      | アンタレス330        | TBA                  | TBA  |                      |
| 26 | NG-25 TBA                                 | TBA |                                               |                |                             |                      |                      |      |                      |